# Charlotte Scott
Charlotte Angas Scott (Lincoln, 8 de junio de 1858 – Cambridge, 10 de noviembre de 1931) fue una matemática británica que desarrolló su carrera en Estados Unidos e influyó en el desarrollo de las matemáticas estadounidenses, incluida la educación matemática de las mujeres. Scott jugó un papel importante en Cambridge cambiando las reglas de su célebre examen Mathematical Tripos, se trata de un reconocimiento de honor en el examen final de matemáticas de la Universidad de Cambridge

## Primeros años
Fue la segunda de siete hijos de Caleb Scott, un ministro de la Iglesia Congregacional , y Eliza Exley Scott. Educada en Girton Collage, Cambridge, desde 1876 a 1880 con una beca. Fue profesora residente de matemáticas hasta 1884. En 1885 se convirtió en una de las primeras mujeres británicas en recibir un doctorado. Hizo su investigación de posgrado bajo la dirección de Arthur Cayley en la Universidad de Cambridge, pero Cambridge no empezó a expedir títulos a mujeres hasta 1948, Scott recibió su licenciatura (1882) y su doctorado (1885) de la Universidad de Londres a través de exámenes externos.
Fue la ganadora de la copa de plata de Girton y Newnham Lawn en dobles de tenis en 1883.

## Pasando el Tripos
En 1880, Scott obtuvo un permiso especial para tomar el Examen Mathematical Tripos de Cambridge, ya que normalmente no se permitía a las mujeres presentarse a él. Fue octava en el Tripos pero, debido a su sexo, el título de "octava luchadora", un alto honor, fue oficialmente para un estudiante masculino.
En la ceremonia, sin embargo, después de que se anunciara al séptimo participante, todos los estudiantes de la audiencia gritaron su nombre.

El hombre leyó los nombres y cuando llegó al "octavo", antes de que pudiera decir el nombre, todas las estudiantes gritaron "Scott de Girton", y la aclamaron muchísimo, gritando su nombre una y otra vez con tremendos aplausos y agitando los sombreros.
contemporary report"Charlotte Angas Scott (1858–1931)" in Women of Mathematics: A Biobibliographic Sourcebook

Debido a que no pudo asistir a la ceremonia de entrega de premios, Scott celebró su logro en el Girton College, donde hubo vítores y aplausos en la cena, una ceremonia especial por la noche en la que los estudiantes cantaron "See the Conquering Hero Comes" (Ver venir al que vencerá al héroe), recibieron una oda escrita por un miembro de la plantilla y fueron coronados por los laureles.
Después de este incidente, se permitió que las mujeres se presentaran formalmente al examen y obtuvieran las calificaciones de sus pruebas, aunque por separado de las de los hombres y, por lo tanto, no se incluyeron en el ranking. Las mujeres que obtuvieron la puntuación necesaria también recibieron un certificado especial en lugar de la licenciatura con honores. En 1922, James Harkness señaló que el logro de Scott marcó "el punto de inflexión en Inglaterra desde el feminismo teórico de John Stuart Mill y otros hasta la educación práctica y los avances políticos de la época actual".

## Trabajo

Bicornio dibujado con el método ideado por Charlotte Scott.

Al trasladarse a los Estados Unidos en 1885, se convirtió en una de las ocho profesoras fundadoras y profesora Asociada de Matemáticas en la Universidad Bryn Mawr, y profesora de 1888 a 1917. Fue la primera matemática en el Bryn Mawr College y la primera jefa de departamento. Durante este período dirigió las tesis doctorales de muchas pioneras de las matemáticas. De las nueve mujeres que se doctoraron en matemáticas en el siglo XIX, tres estudiaron con Scott.
Su especialidad matemática era el estudio de curvas algebraicas específicas de grado superior a dos. Su libro An Introductory Account of Certain Modern Ideas and Methods in Plane Analytical Geometry fue publicado en 1894 y reimpreso treinta años después. Scott fue una de las primeras escritoras de libros de texto en inglés en ser "perfectamente consciente" de la "distinción entre un principio general y un ejemplo particular". Desempeñó un papel importante en la transición a la costumbre del siglo XX de las pruebas matemáticas abstractas.
En 1891 se convirtió en la primera mujer en unirse a la New York Mathematical Society, que más tarde se convirtió en la Sociedad Matemática americana. Fue la primera mujer en el primer Consejo de la Sociedad Matemática Americana en 1894, y recibió una aclamada crítica de la Sociedad en 1896. También se le atribuye el haber sido la autora del primer trabajo de investigación matemática escrito en los Estados Unidos y ampliamente reconocido en Europa, A Proof of Noether's Fundamental Theorem. Fue una de las únicas cuatro mujeres que asistieron al primer Congreso Internacional de Matemáticos en Zúrich en 1897; las otras tres fueron Iginia Massarini, Vera von Schiff y Charlotte Wedell. En 1906 Scott se incorporó como Vicepresidenta en la Sociedad Matemática Americana.

## Mujeres en matemáticas
Scott mantuvo la opinión de que el conservadurismo personal era un requisito para promover la igualdad educativa y política de las mujeres. Ella desaprobaba el fumar y el maquillaje, sin embargo, se hizo el peinado bob antes de trasladarse a Bryn Mawr (el pelo corto era controvertido incluso en la década de 1920). Esta postura fue adoptada también por la comunidad de los pioneros de Girton College, ya que las mujeres no acompañadas de Cambridge podían ser enviadas a Spinning House, una prisión especial para prostitutas y presuntas prostitutas.
Era una ferviente defensora del rigor en las aulas femeninas, escribiendo una carta al presidente de Bryn Mawr, M. Carey Thomas:

En este momento me siento muy perturbada y decepcionada al ver que usted adopta la postura de que las actividades intelectuales deben "diluirse" para que sean adecuadas para las mujeres, y que debe adoptarse un nivel más bajo en el colegio de una mujer que en el de un hombre.  No espero que ninguno de los otros miembros de la facultad se sienta así al respecto; ellos, como (casi) todos los hombres que he conocido, adoptan sin duda una actitud de tolerancia, mitad divertida y mitad amable, en toda la cuestión; pues incluso cuando los hombres están dispuestos a ayudar en la educación de las mujeres, lo hacen con una reserva interna de condescendencia.
Charlotte Scott

La palabra "casi" escrita en letra pequeña sobre la letra manuscrita.

## Reconocimiento
En 2016 el Consejo de la Universidad de Cambridge aprobó el uso del nombre de Scott para marcar una característica física dentro del North West Cambridge Development.

## Vida más tardía
En 1906 Scott sufrió un cuadro agudo de artritis reumatoide que, junto con el aumento de su sordera, interrumpió su trabajo. Aconsejada por un médico para que hiciera ejercicio al aire libre, Scott comenzó a realizar trabajos de jardinería y desarrolló una nueva variedad de crisantemo. Se jubiló en 1924, pero se quedó un año más en Bryn Mawr para ayudar a su octavo estudiante de doctorado a completar su tesis antes de regresar y establecerse en Cambridge.
Murió el 10 de noviembre de 1931 y fue enterrada en la Parroquia de la Ascensión de Cambridge, en la sepultura de su prima Eliza Nevin..

Ahora camina hacia la puerta de la capilla y mira la tumba 4C52 que es un bordillo en la segunda fila en la segunda fila a tu derecha. Hay un manuscrito sobre esta tumba de ELIZA NEVIN para CHARLOTTE ANGUS SCOTT, que ingresó al Girton College en 1876 y se convirtió en un vaquera de los Mathematical Tripos en 1880.
L.J. Slater

## Publicaciones
- Scott, Charlotte A. (1894). An Introductory Account of Certain Modern Ideas and Methods in Plane Analytical Geometry. Macmillan.

## Citas
- Green, Dr. Judy (29 de junio de 2000). «How many women mathematicians can you name?». Summer Undergraduate Mathematical Sciences Research Institute / Miami University. Archivado desde el original el 20 de febrero de 2012. Consultado el 21 de octubre de 2012.
- Girton Registro universitario 1869@–1946, Prensa Universitaria, Cambridge, 1948
- Eaton, Shelby L. (21 de agosto de 1997). «Women in Mathematics in the United States: 1866–1900». Shelby L. Eaton. Archivado desde el original el 16 de marzo de 2012. Consultado el 21 de octubre de 2012.